# Aegithalos
Genre
Aegithalos est un genre de passereaux appartenant à la famille des Aegithalidae. Il regroupe dix espèces de mésanges ou orites.

## Étymologie
Aristote décrit dans son ouvrage Histoire des animaux plusieurs oiseaux sous le terme Aegithalos (en latin aegithus) qui se traduit probablement par « petit oiseau », peut-être même par « mésange ».

## Répartition
Ce genre vit à l'état naturel à travers l'écozone paléarctique.

## Liste alphabétique des espèces
D'après la classification de référence du Congrès ornithologique international (version 15.1, 2025) :
- Aegithalos caudatus (Linnaeus, 1758) — Mésange à longue queue, Orite à longue queue
- Aegithalos glaucogularis (Gould, 1855) — Mésange à gorge d'argent, Mésange à gorge argentée, Orite à gorge d'argent
- Aegithalos leucogenys (Moore, F, 1854) — Mésange à joues blanches, Orite à joues blanches
- Aegithalos exilis (Temminck, 1836) — Mésange pygmée, Orite pygmée
- Aegithalos concinnus (Gould, 1855) — Mésange à tête rousse, Mésange à gorge noire, Orite à gorge noire
- Aegithalos niveogularis (Gould, 1855) — Mésange à gorge blanche, Orite à gorge blanche
- Aegithalos iouschistos (Blyth, 1845) — Mésange de Blyth, Orite de Blyth
- Aegithalos bonvaloti (Oustalet, 1892) — Mésange de Bonvalot, Orite de Bonvalot
- Aegithalos fuliginosus (Verreaux, J, 1869) — Mésange à col blanc, Mésange fuligineuse, Orite à col blanc, Orite à tête grise

## Taxonomie
En 2018, l'Orite pygmée (Aegithalos exilis) qui constituait auparavant le genre monotypique Psaltria a été rattachée à Aegithalos par la classification de référence du Congrès ornithologique international (version 8.2, 2018).